# 洮州绒䶄
洮州绒䶄（学名：Caryomys eva）也称洮州绒鼠、甘肃绒䶄，为仓鼠科绒䶄属的动物，是中国的特有物种。分布于甘肃、陕西、四川、湖北等地，多生活于山地森林、灌丛。该物种的模式产地在甘肃临潭。

## 分类变动
本种曾长期归属于绒鼠属绒䶄亚属。1996年中国学者根据形态特征以及染色体核型上明显差异将绒䶄属（Caryomys）恢复独立属地位，本种由“洮州绒鼠”更名为“洮州绒䶄”。

## 亚种
- 洮州绒䶄川西亚种（学名：Caryomys eva alcinous），Thomas于1911年命名。在中国大陆，分布于四川等地。该物种的模式产地在四川文川。[4]
- 洮州绒䶄指名亚种（学名：Caryomys eva eva），Thomas于1911年命名。在中国大陆，分布于甘肃、陕西、湖北等地。该物种的模式产地在甘肃临潭。[5]